# Achias schneiderae
Achias schneiderae är en tvåvingeart som beskrevs av Mcalpine 1994. Achias schneiderae ingår i släktet Achias och familjen bredmunsflugor. Inga underarter finns listade i Catalogue of Life.